# 佐野由希子
佐野 由希子（さの ゆきこ、1973年3月22日 - ）は、日本のフリーアナウンサー。
栃木県佐野市出身。青山学院大学文学部卒業。富山テレビ放送 (BBT) の契約アナウンサーを経て、シー・フォルダ所属のフリーアナウンサーになる。
その後、2004年8月から中国・北京市に留学。外為どっとコムの広報サイト内に設けられた自身のコラムで、現地から見た中国をリポートしていた。詳細は下記外部リンク節の記事を参照。

## 担当番組
- うの目たかの目（富山テレビ）
- 県政ワイド（テレビ埼玉）
- クローズアップとちぎ（とちぎテレビ）
- 経済討論バトル・頂上決戦（朝日ニュースター）[1]
- GOO MONO（テレビ東京）